# Saint-Avit-le-Pauvre
Saint-Avit-le-Pauvre è un comune francese di 74 abitanti situato nel dipartimento della Creuse nella regione della Nuova Aquitania.

## Società

### Evoluzione demografica
Abitanti censiti